# ステークス方式
ステークス方式（ステークスほうしき）とは、賞金形態のひとつである。
近代競馬の成立以後、おもにイギリスで賞金を懸けての競走が盛んに行われるようになり、その賞金を拠出するため、レースに所有馬を出走させる馬主が賭け金（stake）を出し合い、それを集めたもの（stakes）を勝者あるいは事前に定められた番手の入着馬までに分配するという方法が採られていた。これがステークス方式と呼ばれる。オックスフォード英語辞典によると、勝者が賞金を総取り（sweep）する形式としてスウィープステークス（sweep stakes）という言葉が1495年に初出しており、これが縮まってステークスになったと言われている。この分配方式はゴルフなどイギリス起源の競技に多く採用されているが、とくに競馬ではこの方式を採る競走をステークスレース（特別競走）と呼び、「○○ステークス」などの形で現在でも競走名に残っている。
特定の運営組織が賞金を拠出している場合がほとんどの現代では、上記のような厳密な意味でのステークスレースはほぼ存在しなくなっているが、たとえば日本の中央競馬の場合、特別競走の出走登録料には特別登録料が加算されており、その加算分が「付加賞」として7:2:1の割合で3着馬までの賞金に上乗せされるため、広義でのステークスレースに位置づけられている。イギリス、アメリカなどでもステークスレースの登録料と賞金には同様の方式が採られている。